# アンドレス・マチャド
アンドレス・エドゥアルド・マチャド（Andrés Eduardo Machado、1993年4月22日 - ）は、ベネズエラ・カラボボ州出身のプロ野球選手（投手）。右投右打。オリックス・バファローズ所属。

## 経歴

### プロ入りとロイヤルズ時代
2010年11月20日にアマチュアFAでカンザスシティ・ロイヤルズと契約してプロ入り。
2011年にルーキー級ドミニカン・サマーリーグ（DSL）のDSLロイヤルズでプロデビューを果たし、7試合に登板して0勝0敗、防御率4.66という成績だった。
2012年も、ルーキー級DSLロイヤルズに所属し、15試合に登板して2勝1敗、防御率2.87を記録した。
2013年は、ルーキー+級バーリントン・ロイヤルズで12試合に登板し、0勝8敗、防御率8.34という成績だった。
2014年も、ルーキー+級バーリントンで7試合に登板して、1勝2敗、防御率3.63の成績を残した。
2015年は、トミー・ジョン手術を受けたため全休した。
2016年にルーキー級アイダホフォールズ・チュカーズで復帰した。13試合に登板して2勝4敗、防御率3.99だった。
2017年は、A+級のウィルミントン・ブルーロックス、AA級のノースウエストアーカンソー・ナチュラルズ、AAA級のオマハ・ストームチェイサーズでプレーし、3チームの合計で29試合に登板し、8勝9敗、防御率4.54を記録した。9月1日にメジャー初昇格を果たし、2日のミネソタ・ツインズ戦でメジャー初登板を果たした。ルーキーイヤーは2試合に登板して、0勝0敗、防御率22.09という成績だった。
2018年はAA級ノースウエストアーカンソーで30試合、AAA級オマハで7試合に登板したが、メジャーでの登板はなく、11月30日にFAになった。12月3日にマイナー契約でロイヤルズと再契約した。
2019年は、AAA級オマハで44試合に登板して、3勝2敗3セーブ、防御率2.89を記録した。
2020年は、新型コロナウイルスの感染拡大の影響でマイナーリーグが開催されなかったため、ロイヤルズとの契約を維持したまま、コンステレーション・エナジー・リーグのイースタン・レイエス・デル・ティグレと契約した。オフの11月2日にロイヤルズをFAとなった。

### ナショナルズ時代

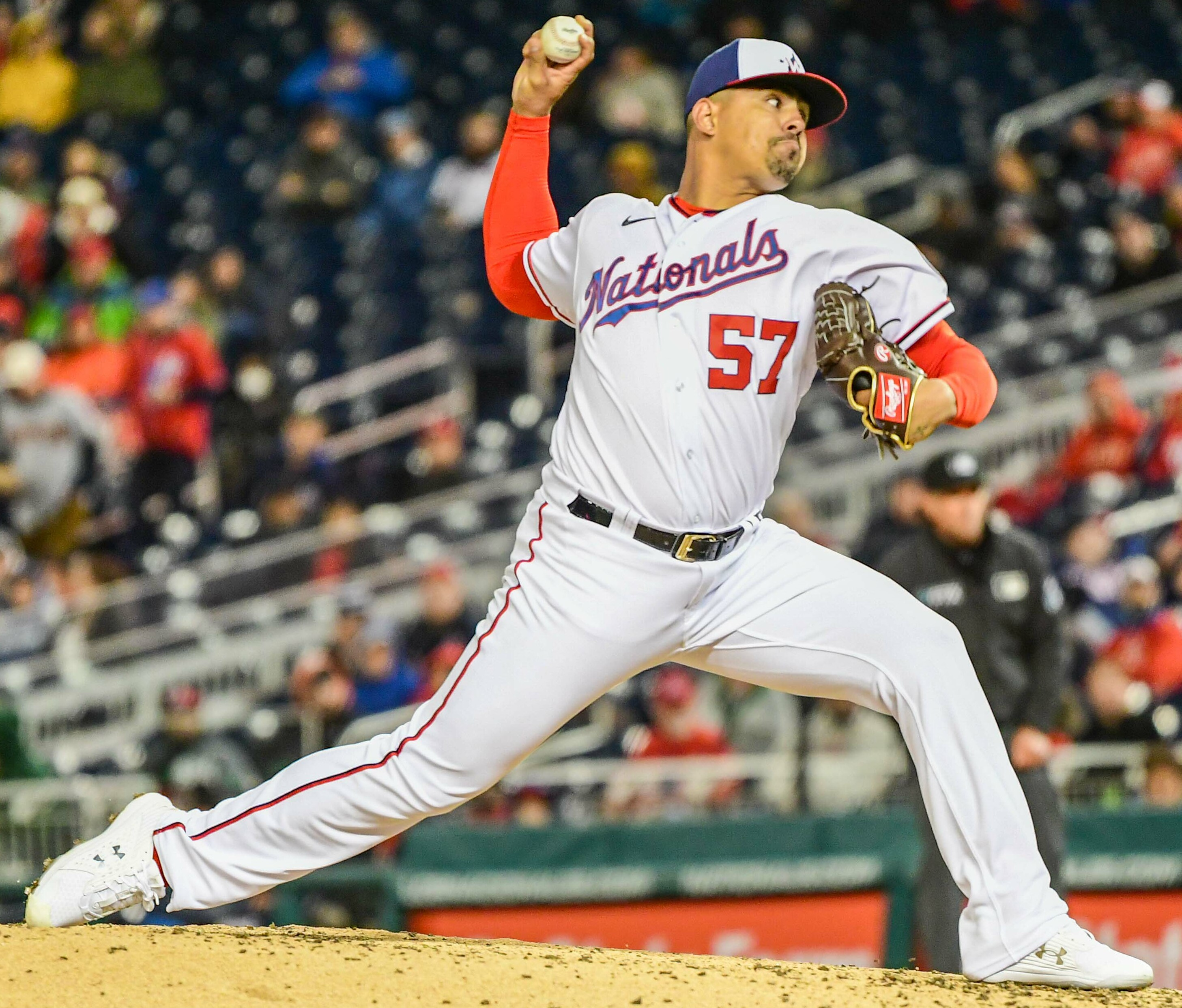
ワシントン・ナショナルズ時代
（2022年）

2021年2月26日にワシントン・ナショナルズとマイナー契約を結んだ。開幕はAAA級のロチェスター・レッドウイングスで迎え、7試合の登板で防御率0.96という好成績を残し、6月12日にメジャー契約を結びアクティブ・ロースターに追加された。6月30日に4年ぶりにメジャーで登板した。8月7日のアトランタ・ブレーブス戦でメジャー初勝利を挙げた。
2022年シーズンはリリーフとして51試合に登板し、防御率3.34を記録した。
2023年1月10日にコーリー・ディッカーソンの加入に伴いDFAとなり、同月17日に傘下AAA級ロチェスターに配属された。4月30日にアクティブ・ロースターに登録されるも、14試合に登板し防御率8.47と結果を残せず、6月5日に再びDFAとなった。7月26日に再びアクティブ・ロースターに登録された。11月15日に、日本球界挑戦のため自由契約となった。

### オリックス時代
2023年11月16日、オリックス・バファローズと契約したことが発表された。3月30日の福岡ソフトバンクホークス戦（京セラドーム）で2点リードの8回に来日初登板し、無失点に抑えて初ホールドを記録。その後もセットアッパーを務めていたが、5月4日の北海道日本ハムファイターズ戦（京セラドーム）からは、離脱した平野佳寿に代わって抑えを務め、来日初セーブを挙げた。

## 選手としての特徴
持ち球はストレート、ツーシームの速球系と、スライダーとチェンジアップの2種類の変化球を投じる。ストレートの最速は162km/h。これはオリックスの球団外国人の最速記録である。
2024年はスライダーの平均球速が142.6km/h、チェンジアップの平均球速が145.8km/hと、いずれもリーグ平均を大きく上回っており（リーグ平均はスライダーは130.7km/h、チェンジアップは129.7km/h）、いずれもリーグトップクラスの球速を誇った。また制球面でも、スライダー、チェンジアップのそれぞれの投球の8割近くを低めに投げ込めており、前述した球速も相まって空振りやゴロ打球を量産できていた。

## 詳細情報

### 年度別投手成績
| 年 度    | 球 団      | 登 板 | 先 発 | 完 投 | 完 封 | 無 四 球 | 勝 利 | 敗 戦 | セ 丨 ブ | ホ 丨 ル ド | 勝 率 | 打 者 | 投 球 回 | 被 安 打 | 被 本 塁 打 | 与 四 球 | 敬 遠 | 与 死 球 | 奪 三 振 | 暴 投 | ボ 丨 ク | 失 点 | 自 責 点 | 防 御 率 | W H I P |
| -------- | ---------- | ----- | ----- | ----- | ----- | -------- | ----- | ----- | -------- | ----------- | ----- | ----- | -------- | -------- | ----------- | -------- | ----- | -------- | -------- | ----- | -------- | ----- | -------- | -------- | ------- |
| 2017     | KC         | 2     | 0     | 0     | 0     | 0        | 0     | 0     | 0        | 0           | ----  | 24    | 3.2      | 10       | 2           | 3        | 0     | 0        | 1        | 0     | 0        | 9     | 9        | 22.09    | 3.55    |
| 2021     | WSN        | 40    | 0     | 0     | 0     | 0        | 1     | 2     | 0        | 11          | .333  | 154   | 35.2     | 30       | 4           | 15       | 1     | 5        | 30       | 3     | 0        | 17    | 14       | 3.53     | 1.26    |
| 2022     | WSN        | 51    | 0     | 0     | 0     | 0        | 2     | 0     | 0        | 3           | 1.000 | 207   | 59.1     | 55       | 7           | 26       | 0     | 2        | 46       | 3     | 0        | 32    | 22       | 3.34     | 1.37    |
| 2023     | WSN        | 44    | 0     | 0     | 0     | 0        | 4     | 1     | 0        | 4           | .800  | 261   | 50.0     | 53       | 12          | 13       | 2     | 1        | 43       | 1     | 1        | 29    | 29       | 5.22     | 1.37    |
| 2024     | オリックス | 53    | 0     | 0     | 0     | 0        | 5     | 3     | 23       | 14          | .625  | 211   | 53.1     | 36       | 1           | 18       | 1     | 1        | 58       | 0     | 0        | 13    | 12       | 2.03     | 1.01    |
| MLB：4年 | MLB：4年   | 137   | 0     | 0     | 0     | 0        | 7     | 3     | 0        | 18          | .700  | 646   | 148.2    | 148      | 25          | 57       | 3     | 8        | 128      | 7     | 1        | 87    | 74       | 5.26     | 1.48    |
| NPB：1年 | NPB：1年   | 53    | 0     | 0     | 0     | 0        | 5     | 3     | 23       | 14          | .625  | 211   | 53.1     | 36       | 1           | 18       | 1     | 1        | 58       | 0     | 0        | 13    | 12       | 2.03     | 1.01    |

- 2024年度シーズン終了時

### WBCでの投手成績
| 年 度 | 代 表      | 登 板 | 先 発 | 勝 利 | 敗 戦 | セ ｜ ブ | 打 者 | 投 球 回 | 被 安 打 | 被 本 塁 打 | 与 四 球 | 敬 遠 | 与 死 球 | 奪 三 振 | 暴 投 | ボ ｜ ク | 失 点 | 自 責 点 | 防 御 率 |
| ----- | ---------- | ----- | ----- | ----- | ----- | -------- | ----- | -------- | -------- | ----------- | -------- | ----- | -------- | -------- | ----- | -------- | ----- | -------- | -------- |
| 2023  | ベネズエラ | 1     | 0     | 0     | 0     | 0        | 5     | 0.1      | 2        | 0           | 2        | 0     | 0        | 1        | 0     | 0        | 4     | 4        | 108.00   |

### 年度別守備成績
| 年 度 | 球 団      | 投手（P） | 投手（P） | 投手（P） | 投手（P） | 投手（P） | 投手（P） |
| 年 度 | 球 団      | 試 合     | 刺 殺     | 補 殺     | 失 策     | 併 殺     | 守 備 率  |
| ----- | ---------- | --------- | --------- | --------- | --------- | --------- | --------- |
| 2017  | KC         | 2         | 0         | 0         | 0         | 0         | ----      |
| 2021  | WSN        | 40        | 2         | 1         | 0         | 0         | 1.000     |
| 2022  | WSN        | 51        | 3         | 7         | 1         | 0         | .909      |
| 2023  | WSN        | 44        | 10        | 8         | 0         | 0         | 1.000     |
| 2024  | オリックス | 53        | 3         | 6         | 0         | 0         | 1.000     |
| MLB   | MLB        | 137       | 15        | 16        | 1         | 0         | .969      |
| NPB   | NPB        | 53        | 3         | 6         | 0         | 0         | 1.000     |

- 2024年度シーズン終了時

### 記録

#### NPB
初記録
- 初登板・初ホールド：2024年3月30日、対福岡ソフトバンクホークス2回戦（京セラドーム大阪）、8回表に3番手で救援登板、1回無失点
- 初奪三振：同上、8回表に甲斐拓也から空振り三振
- 初勝利：2024年4月24日、対埼玉西武ライオンズ5回戦（京セラドーム大阪）、10回表に4番手で救援登板・完了、1回無失点
- 初セーブ：2024年5月4日、対北海道日本ハムファイターズ8回戦（京セラドーム大阪）、9回表に4番手で救援登板・完了、1回無失点[21]

その他の記録
- オールスターゲーム出場：1回（2024年）

### 背番号
- 59（2017年）
- 57（2021年 - 2023年）
- 42（2024年 - ）

### 代表歴
- 2023 ワールド・ベースボール・クラシック・ベネズエラ代表